# Observatoire du Mont Stromlo
Pour les articles homonymes, voir MSO.

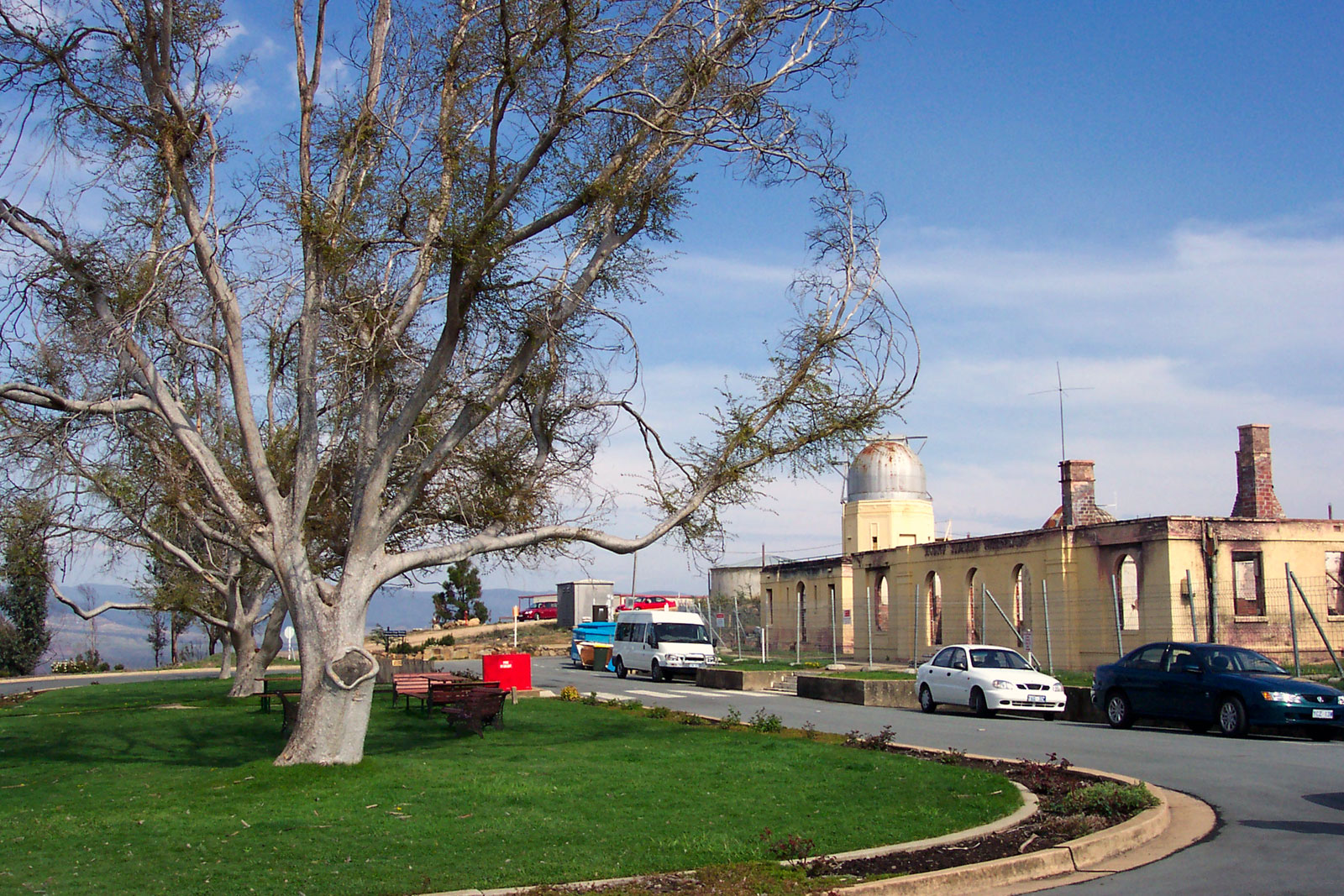
Restes de l'ancien bâtiment de l'administration avec le dôme du télescope Farnham.

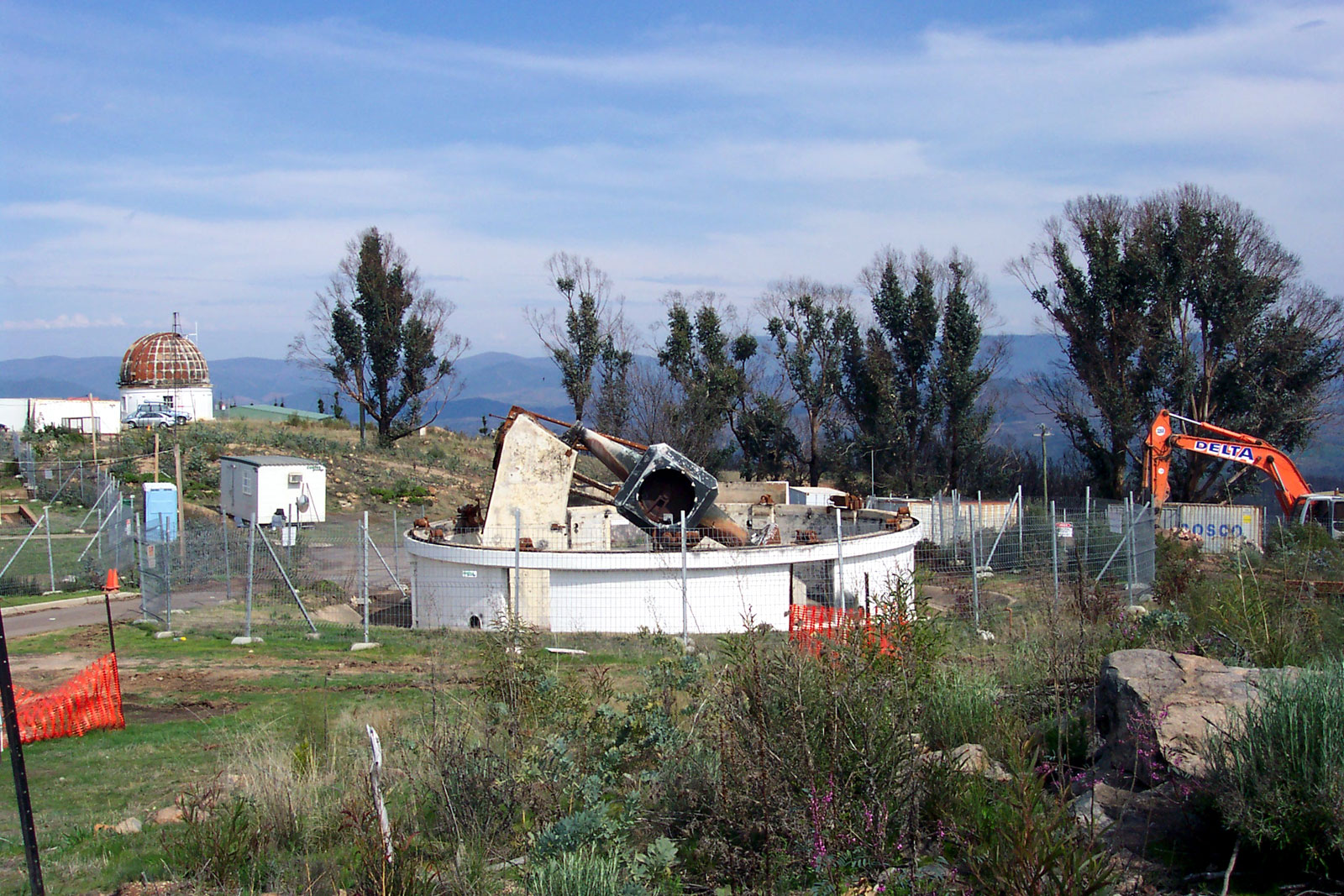
Restes du dôme du Grand Télescope de Melbourne de 1 m.

L'observatoire du Mont Stromlo (MSO selon les initiales anglaises) se situe près de la ville de Canberra en Australie. Il fait partie du département d'astronomie et d'astrophysique de l'Australian National University (ANU).

## Histoire
L'observatoire fut construit en 1924 en tant qu'observatoire solaire du Commonwealth. Le site sur lequel il a été construit avait déjà été utilisé pour des observations durant les décennies précédentes, entre autres avec le Télescope Oddie qui était présent depuis 1911. Le dôme conçu pour abriter ce télescope Oddie a été le premier bâtiment construit dans ce nouveau Territoire de la capitale australienne. Jusqu'à la 2e Guerre Mondiale cet observatoire était spécialisé dans les observations solaires et atmosphériques. Après la guerre, les observations se tournèrent vers l'astronomie stellaire et galactique et l'observatoire fut renommé observatoire du Commonwealth.
L'ANU fut construite en 1946 dans la banlieue de Canberra et chercheurs et étudiants arrivèrent immédiatement. L'observatoire devint part entière de l'université en 1957.
En janvier 2003, un incendie de grande ampleur se déclara près de Canberra. Le 18, cet incendie attaqua le Mont Stromlo qui est entouré d'une forêt de pins, et détruisit cinq télescopes, des ateliers, sept maisons ainsi que les archives du site, conservées dans le bâtiment de l'administration. Le seul télescope qui échappa au feu fut le télescope de 30 cm Farnham.
La reconstruction du site est en cours, ainsi que la restauration des bâtiments historiques. De nouveaux ateliers sont également en construction.

## Instrumentation avancée
Un télescope rapide de relevé (le SkyMapper) est en construction. Il est prévu que ce télescope soit installé à l'autre observatoire de l'ANU à Siding Spring, mais piloté à distance depuis le MSO.

## Situation

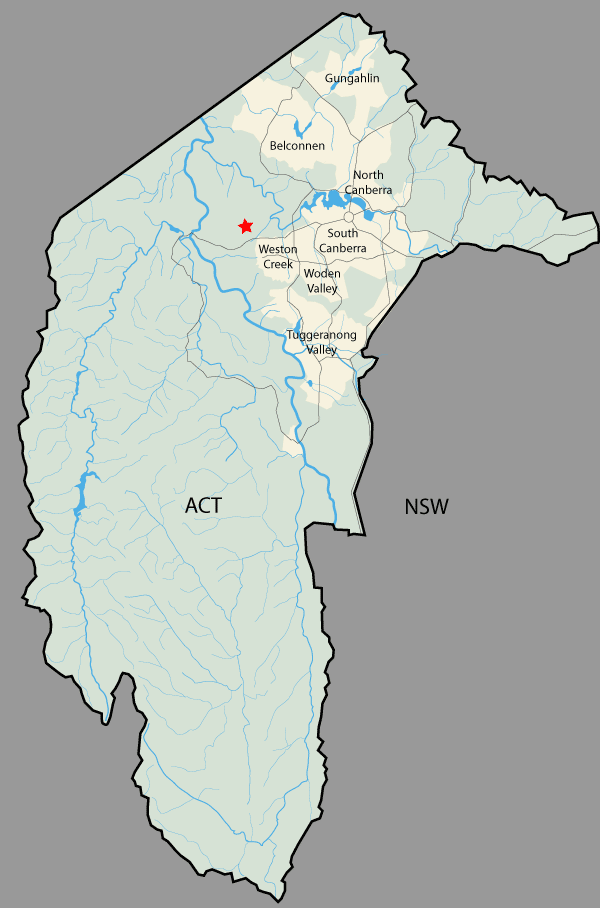
Localisation du Mont Stromlo au sein du Territoire de la capitale australienne (ACT).

MSO est situé à 770 m d'altitude. Il se trouve à l'ouest de la ville de Canberra, près du district de Weston Creek. Près de l'observatoire se trouve l'usine de traitement des eaux la plus importante de Canberra.